# Rue des Prairies (Paris)
Pour les articles homonymes, voir rue des Prairies (homonymie).
La rue des Prairies est une voie du 20e arrondissement de Paris, en France.

## Situation et accès
La rue des Prairies est une voie publique située dans le 20e arrondissement de Paris. Elle débute au 125, rue de Bagnolet et se termine au 2, place Émile-Landrin.
Le chemin du Parc de Charonne qui était une allée donnant accès à l'ancien château de Charonne débouche sur la rue.
Ce site est desservi par les lignes 3 et 3 bis à la station de métro Gambetta.

## Origine du nom
Elle porte ce nom en raison de sa situation champêtre au moment de son ouverture.

## Historique
Cette voie de l'ancienne commune de Charonne est indiquée à l'état de sentier sur le plan de Jouvin de Rochefort de 1672.
Dénommée « sentier du Centre de la Cour-des-Noues » puis « rue des Champs », elle est classée dans la voirie parisienne en vertu du décret du 23 mai 1863 et prend sa dénomination actuelle par un arrêté du 10 novembre 1873.
Avant 1921, elle finissait rue de la Cour-des-Noues. À cette époque, la partie comprise entre cette dernière voie et la rue des Prairies actuelle a été englobée dans la place Émile-Landrin. Un tronçon fut rattaché à l'avenue Gambetta.

## Bâtiments remarquables et lieux de mémoire
Un film de 1959, Rue des Prairies, avec Jean Gabin, se déroule en grande partie dans cette rue et la montre comme une rue très animée et populaire des quartiers faubouriens de Paris, un habitat très commerçant et convivial que les grands ensembles, construits à Sarcelles et ailleurs seraient, dans le film, voués à remplacer.
Au no 3 est installé l'établissement privé catholique (école et collège) Saint-Germain de Charonne.
Au no 93 se trouvait le cinéma Grand Cinéma-Concert des Prairies entre 1912 et 1914.